# Susan Brigden
Susan Elizabeth Brigden (née le 26 juin 1951) est une historienne et universitaire spécialisée dans la Renaissance et la Réforme anglaises. Elle est Reader in Early Modern History à l'Université d'Oxford et Fellow du Lincoln College, avant de prendre sa retraite fin 2016.

## Carrière
Susan Brigden fait ses études à l'Université de Manchester (BA) et au Clare College de Cambridge, où elle obtient un doctorat en 1979. En 1980, elle est élue Fellow en histoire au Lincoln College d'Oxford. Cela fait d'elle la première femme boursière de ce collège. En 1984, elle devient maître de conférences à la faculté d'histoire de l'université d'Oxford. Elle devient plus tard Reader in Early Modern History. Au Lincoln College, en plus de ses fonctions de Fellow et de tutrice, elle est la tutrice du Collège pour les femmes.
Brigden remporte le Wolfson History Prize en 2013 pour son livre Thomas Wyatt : The Heart's Forest. En 2014, elle est élue membre de la British Academy (FBA), l'académie nationale des sciences humaines et sociales du Royaume-Uni. Elle est également membre élue de la Royal Historical Society (FRHistS).

## Ouvrages
- London and the Reformation (1989)
- New Worlds, Lost Worlds: The Rule of the Tudors 1485-1603 (2000)
- Thomas Wyatt: the Heart's Forest  (2012)